# Квачани (Липтовски Микулаш)
Квачани (слч. Kvačany) насељено је мјесто са административним статусом сеоске општине (слч. obec) у округу Липтовски Микулаш, у Жилинском крају, Словачка Република.

## Становништво
| Година:    | 1994. | 2004.   | 2014.   | 2024.   |
| ---------- | ----- | ------- | ------- | ------- |
| Број људи: | 573   | 555     | 567     | 553     |
| Разлика:   |       | -3,14 % | +2,16 % | -2,46 % |

| Година:    | 2023. | 2024.   |
| ---------- | ----- | ------- |
| Број људи: | 549   | 553     |
| Разлика:   |       | +0,72 % |

Према подацима о броју становника из 2011. године насеље је имало 556 становника.